# هيلسفيو (داكوتا الجنوبية)
هيلسفيو (بالإنجليزية: Hillsview, South Dakota)‏ هي بلدة تقع في مقاطعة ماكفرسون، داكوتا الجنوبية بولاية داكوتا الجنوبية في الولايات المتحدة. تأسست عام 1887، تبلغ مساحتها 1.68 (كم²)، وترتفع عن سطح البحر 564 م، بلغ عدد سكانها 3 نسمة في عام 2010 حسب إحصاء مكتب تعداد الولايات المتحدة وتصل الكثافة السكانية فيها 1.8 نسمة/كم2.

## التركيبة السكانية
قام مكتب تعداد الولايات المتحدة بتحديد بيانات التركيبة السكانية لهيلسفيو في تعداد الولايات المتحدة. في ما يلي، التركيبة السكانية حسب تعدادي 2000 و2010.

### تعداد عام 2000
بلغ عدد سكان هيلسديل 1,477 نسمة بحسب تعداد عام 2000، وبلغ عدد الأسر 529 أسرة وعدد العائلات 368 عائلة مقيمة في القرية.
وتوزع التركيب العرقي للقرية بنسبة 3.86% من البيض و 0.14% من الأمريكيين الأصليين و 0.07% من الأمريكيين ذوي الأصول الآسيوية و 95.40% من الأمريكيين الأفارقة و 0.41% من عرقين مختلطين أو أكثر.
بلغ عدد الأسر 529 أسرة كانت نسبة 34.6% منها لديها أطفال تحت سن الثامنة عشر تعيش معهم، وبلغت نسبة الأزواج القاطنين مع بعضهم البعض 21.2% من أصل المجموع الكلي للأسر، ونسبة 40.1% من الأسر كان لديها معيلات من الإناث دون وجود شريك، وكانت نسبة 30.4% من غير العائلات. تألفت نسبة 26.5% من أصل جميع الأسر من أفراد ونسبة 7.6% كانوا يعيش معهم شخص وحيد يبلغ من العمر 65 عاماً فما فوق. وبلغ متوسط حجم الأسرة المعيشية 3.39، أما متوسط حجم العائلات فبلغ 2.79.
بلغ العمر الوسطي للسكان 30 عاماً. وكانت نسبة 33.0% من القاطنين تحت سن الثامنة عشر، وكانت نسبة 11.0% بين الثامنة عشر والأربعة وعشرون عاماً، ونسبة 26.9% كانت واقعةً في الفئة العمرية ما بين الخامسة والعشرون حتى والأربعة وأربعون عاماً، ونسبة 20.7% كانت ما بين الخامسة والأربعون حتى الرابعة والستون، ونسبة 8.3% كانت ضمن فئة الخامسة والستون عاماً فما فوق. يوجد لكل 100 أنثى 81.7 ذكر، ويوجد لكل 100 أنثى في الثامنة عشر من عمرها فما فوق 73.8 ذكر.
بلغ متوسط دخل الأسرة في القرية 22,159 دولار، أما متوسط دخل العائلة فبلغ 23,500 دولار. وكان متوسط دخل الذكور 24,327 دولار مقابل 23,594 دولار للإناث. وسجل دخل الفرد الخاص بالقرية 9,776 دولار. وكانت نسبة 27.3% من العائلات ونسبة 30.7% من السكان تحت خط الفقر، وكان من هؤلاء نسبة 39.5% تحت سن الثامنة عشر ونسبة 20.2% في الخامسة والستين من العمر وما فوق.

### تعداد عام 2010
بلغ عدد سكان هيلسفيو 3 نسمة بحسب تعداد عام 2010، وبلغ عدد الأسر 1 أسرة وعدد العائلات 1 عائلة مقيمة في البلدة. في حين سجلت الكثافة السكانية 4.7 نسمة لكل ميل مربع (1.8/كم2). وبلغ عدد الوحدات السكنية 2 وحدة بمتوسط كثافة قدره 3.1 لكل ميل مربع (1.2/كم2).
وتوزع التركيب العرقي للبلدة بنسبة 100.0% من البيض.
```
وبلغ متوسط حجم الأسرة المعيشية 3.00، أما متوسط حجم العائلات فبلغ 3.00.
```

بلغ العمر الوسطي للسكان 53.5 عاماً. وكانت نسبة 0.0% من القاطنين تحت سن الثامنة عشر، وكانت نسبة 33.3% بين الثامنة عشر والأربعة وعشرون عاماً، ونسبة 0.0% كانت واقعةً في الفئة العمرية ما بين الخامسة والعشرون حتى والأربعة وأربعون عاماً، ونسبة 66.7% كانت ما بين الخامسة والأربعون حتى الرابعة والستون، ونسبة 0.0% كانت ضمن فئة الخامسة والستون عاماً فما فوق. وتوزع التركيب الجنسي للسكان بنسبة 33.3% ذكور و66.7% إناث.

## وصلات خارجية
- The US50 - Cities and Towns in South Dakota State
- South Dakota Cities and Towns, Facts, Map, Flag, Colleges, Government, and More